# 화순군수
화순군수는 전라남도 화순군의 군수이다.

## 같이 보기
- 화순군수 선거